# Frédéric VII de Zollern
 (septembre 2010).
Si vous disposez d'ouvrages ou d'articles de référence ou si vous connaissez des sites web de qualité traitant du thème abordé ici, merci de compléter l'article en donnant les références utiles à sa vérifiabilité et en les liant à la section « Notes et références ».
Frédéric VII de Zollern, (en allemand Friedrich VII von Zollern), décédé en 1309, fut comte de Zollern de 1298 à 1309.

## Famille
Fils de Frédéric VI de Zollern et de Constance de Bade.

### Mariage et descendance
En 1298, Frédéric VII de Zollern épousa Euphémie de Hohenberg-Hohenberg (†1332) à Stetten, (fille du comte Albert II de Hohenberg-Hohenberg), (Maison de Hohenzollern).
Deux enfants sont nés de cette union :
- Fritzli Ier de Zollern, (†1320), comte de Zollern)

- Albert de Zollern, (†1320), il épousa Guta von Helfenstein (Helffenstain) (fille du comte Ulrich von Helfenstein).

Frédéric VII de Zollern succéda à son père en 1298.

## Généalogie
Frédéric VII de Zollern appartient à la quatrième branche (lignée Hohenzollern-Hechingen) issue de la première branche de la Maison de Hohenzollern. Cette quatrième branche s'éteignit en 1869 à la mort de Frédéric Guillaume de Hohenzollern-Hechingen.